# Tipula (Sinotipula) cranbrooki
Tipula (Sinotipula) cranbrooki is een tweevleugelige uit de familie langpootmuggen (Tipulidae). De soort komt voor in het Oriëntaals gebied.